# The World Apart
The World Apart er en amerikansk stumfilm fra 1917 af William Desmond Taylor.

## Medvirkende
- Wallace Reid som Bob Fulton
- Myrtle Stedman som Beth Hoover
- John Burton som Roland Holt
- Eugene Pallette som Clyde Holt
- Florence Carpenter som Rose de Braisy